# شرکت جدول‌های رسمی
شرکت جدول‌های رسمی یک سازمان بین حرفه‌ایست که جدول‌های ضبط پرشماری را در بریتانیا به صورت رسمی گردآوری می‌کند. جدول آلبوم‌های بریتانیا و جدول تک‌آهنگ‌های بریتانیا که از اصلی‌ترین جدول‌های موسیقی در بریتانیا هستند؛ توسط این شرکت گردآوری می‌شوند.